# 미러스 엣지 카탈리스트
미러스 엣지 카탈리스트(Mirror's Edge Catalyst)는 EA 디지털 일루션스 크리에이티브 엔터테인먼트에서 개발한 미러스 엣지의 리부트 작품인 1인칭 비디오 게임이다.

## 발매전 정보
2013년 6월, E3 2013에서 미러스 엣지 리부트의 트레일러가 공개되었으며 공식 사이트도 새롭게 개편되었다. 이후 E3 2014에서 여러 컨셉아트, 스크린샷과 개발진 소개 영상이 공개되었다. 미러스 엣지 리부트는 편의상 '미러스 엣지 2'라고 불리지만 공식 표기는 아니며 리부트되었기 때문에 전작과의 연계점은 없다.
미러스 엣지 리부트의 출시일은 공식 확정되지 않았지만 2014년에 나온다는 루머와 달리 2016년 출시를 목표로 잡고있다.
2015년, '미러스 엣지 카탈리스트 (Mirror's Edge Catalyst)'라는 공식 타이틀이 발매되었으며, 전작의 후속작이 아닌 전작과 연계점이 없는 리부트 라는 사실 역시 확정되었다. E3 2015에서 더 많은 정보가 공개될 예정이라고 한다.
E3 2015에서 더 다양한 컨셉아트, 발매일, 공식 트레일러가 공개되었다.

## 게임 플레이
게임 플레이 방식은 1인칭 시점의 파쿠르(프리러닝)을 사용하여 건물들과 건축물들을 넘나들며 이동한다. 글라스(Glass) 도시의 이면에 감춰진 어두운 비밀을 파헤쳐야 하며 이런 여정을 통해, 페이스는 현대적 고층 건물의 가장 높은 곳에서부터 어둡고 칙칙한 지하터널 등 도시 곳곳을 탐험하게 된다. 전체 도시 탐험과 환경 퍼즐, 스토리 미션 및 액션이 '미러스 엣지 카탈리스트'가 강조하는 바다.
타넘어야할 난간이나 밟고 지나가야 하는 좁은 다리 등이 붉게 빛나고, 타고 올라가야 하는 장소는 발자국이나 손자국등이 남아있다. 플레이어는 자연스럽게 이를 따라가게 된다.

## 스토리
도시가 개인을 감시하고 자유가 존재하지 않는 유리 도시, 이 게임의 주적인 '크루거'의 구치소에서 모종의 이유로 감금되어 있던 페이스가 퇴소하는 것으로 게임이 시작된다. 정해진 감시기간을 받으면서 구치소를 떠나는 '페이스'에게 어디선가 나타난 '이카루스'가 '노아'가 보냈다는 말을 전하며 접선을 하고, 특수 장비를 넘겨 받은 '페이스'가 활동을 재개하며, 보살핌 받지 못한 어린 소녀인 페이스가 도시의 영웅이 되기까지의 성장을 다루고 있다.

## 다른 미디어
다크 호스 코믹스에서 프리퀄 공식 코믹스인 Mirror's Edge: Exordium가 발매된다.

## 평가
| 통합 점수      | 통합 점수                           |
| 통합사         | 점수                                |
| -------------- | ----------------------------------- |
| 메타크리틱     | PC: 74/100 PS4: 69/100 XONE: 72/100 |
| 평론 점수      |                                     |
| 평론사         | 점수                                |
| 디스트럭토이드 | 8.5/10                              |
| EGM            | 6/10                                |
| 게임 인포머    | 6.5/10                              |
| 게임 레볼루션  | [ 14 ]                              |
| 게임스팟       | 7/10                                |
| 게임스레이더+  | [ 16 ]                              |
| IGN            | 6.8/10                              |
| PC 게이머 (US) | 78/100                              |
| 폴리곤         | 8/10                                |

| 위키데이터에서 편집하기 |
| ----------------------- |